# Mi Amado Brady
Mi amado Brady (My fair Brady) es un reality show de celebridades de Vh1 que sigue a Christopher Knight (quien interpretó a Peter Brady en "El clan de los Brady") y a Adrianne Curry, quien ganó la primera temporada de América's Next Top Model, un año después de haberse conocido y enamorado en la Vida Surrealista. En Vh1 Latinoamérica han sido transmitidas las dos primeras temporadas de este show.
La idea original del show nace de la tercera temporada de la Vida Surrealista en el cuarto episodio en el cual cada uno de los miembros del elenco debía proponer una idea para realizar un programa de televisión a unos ejecutivos de vh1. El concepto de Adrianne, al cual llamó "Beauty and the Brady" (la bella y el Brady", era un show acerca del para entonces romance entre ella y Christopher Knight, en el que ella debería convencer a Knight para que se casara con ella. Pese a que en aquel episodio la ide fue desechada gananando esta prueba su compañera Da Brat sería su show el que finalmente Vh1 escogiera para ser transmitido.

## Temporadas
- Primera Temporada

La primera temporada se desarrolla en el tiempo posterior a la finalización de la Tercera temporada de la Vida Surrealista. En el último episodio de esta temporada Christopher Knight ha decidido empezar un romance con Adrianne; sin embargo, durante gran parte de la temporada parece rehusar formalizar la relación. Algunos de los momentos más destacados son la visita de Florence Henderson del Clan de los Brady, Curry yéndose de farra con Andrea, su mejor amiga, Adrianne sorprendiendo a Christopher Knight usando un traje de novia y el episodio final en que Christopher le propone matrimonio a Adrianne.
- Segunda Temporada

La segunda temporada es conocida como Mi Amado Brady: Vamos a casarnos!. Durante esta temporada la pareja trabaja en los preparativos para la boda. Algunos de los más destacados eventos de la temporada fueron las respectivas visitas de Adrianne a su suegro y de Christopher Knight a los padres divorciados de Adrianne, Knight bebiendo de más delante de la madre de Adrianne, las despedidas de solteros y un incidente que estuvo a punto de hacer cancelar la boda. En Estados Unidos estreno el 28 de mayo de 2006 y el episodio final de la boda el 23 de julio de 2006.
- Tercera Temporada

La Tercera temporada empezó a ser transmitida el 20 de enero de 2008 en los Estados Unidos y lleva el título de "My fair Brady... Maybe Baby"
- Datos: Q6945346